# Matthew Jensen (Kameramann)
Matthew „Matt“ Jensen ist ein US-amerikanischer Kameramann.

## Leben
Jensen interessierte sich bereits als Jugendlicher für das Filmemachen und filmte bereits als Teenager mit einer Super-8-Kamera. Er studierte an der School of Cinematic Arts der University of Southern California.
Nach Praktika bei verschiedenen Kameramännern und Arbeiten an Studentenfilmen wirkte Jensen seit Mitte der 1990er Jahre an Filmproduktionen mit, zunächst vor allem als Assistenzkameramann. Eine seiner ersten Arbeiten war das Filmen der FMV-Sequenzen für das Adventure-Computerspiel Phantasmagoria 2. Ab Ende der 1990er Jahre war Jensen auch als hauptverantwortlicher Kameramann an Filmproduktionen wie Kleine Ratten, Der Feind in meinem Mann, Killer Diller oder Checking Out – Alles nach meinen Regeln beteiligt. Später filmte er vor allem Fernsehserien wie Numbers – Die Logik des Verbrechens, CSI: Vegas, Sleeper Cell, True Blood oder Game of Thrones. Für Regisseur Josh Trank filmte Jensen die Filme Chronicle – Wozu bist Du fähig? (2012) und Fantastic Four (2015). Mit Patty Jenkins arbeitete er an den Comicverfilmungen Wonder Woman (2017) und Wonder Woman 1984 (2020). Neben Baz Idoine, Greig Fraser und David Klein ist Jensen seit dem Jahr 2019 einer der Kameramänner der Star-Wars-Serie The Mandalorian.
Seit dem Jahr 2013 ist er Mitglied der American Society of Cinematographers (ASC). 2017 nahm Variety Jensen in die alljährliche Liste der „10 Cinematographers to Watch“ auf.

## Filmografie (Auswahl)
- 1997: Stick Up (Kurzfilm)
- 1997: 'Mad' Boy, I'll Blow Your Blues Away. Be Mine (Kurzfilm)
- 1999: BeCool
- 1999: Man of the Century
- 1999: Kleine Ratten (Ratas, ratones, rateros)
- 2003: Der Feind in meinem Mann (Devil's Pond)
- 2004: Killer Diller
- 2005: Checking Out – Alles nach meinen Regeln (Checking Out)
- 2005: Numbers – Die Logik des Verbrechens (Numb3rs, Fernsehserie, 5 Episoden)
- 2006: CSI: Vegas (CSI: Crime Scene Investigation, Fernsehserie, 4 Episoden)
- 2005–2006: Sleeper Cell (Fernsehserie, 17 Episoden)
- 2006: Starstruck
- 2008: Ball Don't Lie
- 2008–2010: True Blood (Fernsehserie, 18 Episoden)
- 2011, 2013: Game of Thrones (Fernsehserie, 4 Episoden)
- 2012: Chronicle – Wozu bist Du fähig? (Chronicle)
- 2013: Drecksau (Filth)
- 2013: Ray Donovan (Fernsehserie, 11 Episoden)
- 2015: Fantastic Four
- 2017: Wonder Woman
- 2019: I Am the Night (Fernsehserie, 2 Episoden)
- 2019–2020: The Mandalorian (Fernsehserie, 3 Episoden)
- 2020: Wonder Woman 1984
- 2023: Poolman